# 蓋多什
48°35′57″N 22°34′17″E / 48.59917°N 22.57139°E
蓋多什（烏克蘭語：Гайдош），是烏克蘭的村落，位於該國西部外喀爾巴阡州，由烏日霍羅德區負責管轄，處於斯塔拉河畔，面積0.08平方公里，海拔高度209米，2001年人口454。